# Safnalda
Safnalda är en kulle i republiken Island. Den ligger i regionen Suðurland, 110 km öster om huvudstaden Reykjavík. 
Trakten runt Safnalda är nära nog obefolkad, med mindre än två invånare per kvadratkilometer. Det finns inga samhällen i närheten. Trakten runt Safnalda består i huvudsak av gräsmarker.